# Muslih Peykoğlu
Ali Muslihittin Peykoğlu, plus connu sous le nom de Muslih Peykoğlu (né le 20 octobre 1905 à Constantinople à l'époque dans l'Empire ottoman, aujourd'hui en Turquie, et mort le 27 décembre 1960 dans la même ville) est un joueur de football international turc, qui évoluait au poste de défenseur et de milieu de terrain.

## Biographie

### Carrière en sélection
Avec l'équipe de Turquie, il joue 8 matchs (pour un but inscrit) entre 1924 et 1928. Il joue son premier match en équipe nationale le 17 juin 1924 en amical contre la Finlande. Le 7 mai 1926, il inscrit un but face à la Roumanie, toujours en amical.
Il figure dans le groupe des sélectionnés lors des Jeux olympiques de 1924 et de 1928. Il dispute un match face à l'Égypte lors du tournoi olympique de 1928 organisé à Amsterdam.